# دایهاتسو وای‌آروی
دایهاتسو وای‌آروی (Daihatsu YRV) خودرویی است که در سال‌های ۲۰۰۰ تا ۲۰۰۵تولید شده‌است.
این خودرو در کلاس مینی ام‌پی‌وی قرار گرفته، است.